# Temas LGBT em jogos eletrônicos
Personagens lésbicas, gays, bissexuais e transgêneros (LGBT) foram representados em videogames desde os anos 80. Na história dos videogames, os personagens LGBT são quase inexistentes há muito tempo, refletindo a heteronormatividade geral do meio. Embora tenha havido uma tendência para uma maior representação de pessoas LGBT em videogames, elas são freqüentemente identificadas como LGBT em materiais secundários, como quadrinhos, e não nos próprios jogos.

## Representações de personagens LGBT
Uma série de tropos, temas e arquétipos recorrentes desenvolveram-se na indústria de jogos em relação à identidade LGBTQ+. Estes são similares a como outras formas de cultura popular, como filmes de Hollywood e programas de TV, lidam com temas LGBTQ+.
Como em outras mídias, os personagens LGBT em jogos frequentemente sofrem com o tropo "enterrar seus gays", uma convenção narrativa de longa data que exige que os personagens LGBT morram ou encontrem outro final infeliz. De acordo com o website Kotaku, esses personagens são "amplamente definidos por uma dor que suas contrapartes heterossexuais não compartilham". Enfrentando desafios que "servem como uma analogia no seu mundo para o fanatismo anti-LGBT", eles são definidos pela tragédia que lhes nega uma chance de felicidade.

### Confusão de gênero cômica
Um método comum de introduzir personagens LGBT é revelar sua orientação sexual através da  inversão de gênero. A homossexualidade de um personagem masculino é frequentemente indicada por torná-lo um personagem frágil com maneirismos, vestimentas e falas efeminados ou extravagantes. O pressuposto é de que os homossexuais também são freqüentemente transgêneros e, portanto, possuem maneirismos estereotipados do sexo oposto. Esta técnica tem sido amplamente utilizada em filmes de Hollywood (para contornar a proibição no Código de Produção de "perversão sexual"), bem como em Vaudeville. Embora usada principalmente em videogames por seu valor cômico, a disforia de gênero também tem sido usada como uma ferramenta para oferecer comentário sobre sexismo ou homofobia. Os códigos de censura da Nintendo e da Sega limitaram desde o uso da inversão de gênero à exclusão de travestismo até 1994.

### Personagens transgêneros em videogames
A personagem de Super Mario Bros. 2, Birdo, que foi descrito pensando-se ser uma menina e querendo ser chamado de "Birdetta" nas primeiras edições do manual de instruções em inglês (o manual japonês simplesmente dizia que Catherine, como o personagem é conhecido no Japão, deseja ser chamado de "Cassie" porque soa mais bonito), foi mudado para uma mulher mais definida até Super Smash Bros. Brawl introduziu o conceito de que o gênero de Birdo seria "indeterminado". Da mesma forma, o jogo da Infocom, Circuit's Edge apresenta vários personagens transgêneros.
A Capcom criou Final Fight para arcade em 1989. O jogo envolveu jogadores escolhendo entre três lutadores em uma missão para salvar a filha do prefeito que foi sequestrada por uma gangue criminosa conhecida como Mad Gear. Em 1990, a Capcom apresentou à Nintendo uma versão do jogo para o console de 16 bits Super Nintendo Entertainment System (SNES). De acordo com o livro Game Over, de David Sheff, a Nintendo informou que a Capcom não poderia colocar uma inimiga feminina em um videogame publicado para o SNES, já que isso violava a proibição da Nintendo sobre violência contra as mulheres. A Capcom respondeu que não haviam inimigos femininos no jogo, revelando que as personagens femininas Roxy e Poison eram transexuais. Os personagens foram, no entanto, removidos das versões internacionais do jogo para SNES (a versão japonesa para Super Famicom manteve os personagens). No entanto, em 1993, a Sega obteve o direito de lançar o jogo para o seu Sega CD. Em um sinal de políticas mais liberais da Sega, Poison e Roxy poderiam permanecer nas versões internacionais, mas com roupas menos provocativas, e não poderia haver nenhuma indicação de seu suposto status de transgênero. (A Sega of America posteriormente removeu um chefe homossexual e um personagem jogável desbloqueável chamado Ash das versões internacionais de Streets of Rage 3.)
A personagem Vivian em Paper Mario: The Thousand-Year Door é sugerida como sendo transgênero, mas a Nintendo removeu todas as referências a isso na tradução para inglês.
Krem em Dragon Age Inquisition é abertamente transgênero e é totalmente aceito pelos colegas. Iron Bull, seu amigo próximo, deixará o grupo se o personagem do jogador agir como transfóbico.
Em Baldur's Gate: Siege of Dragonspear de 2016, há um árvore de diálogo opcional em que a clériga Mizhena menciona que ela foi criada como um menino, o que indica que ela é uma mulher trans. Isto, juntamente com uma referência ao Gamergate, atraiu discórdia resultando em assédio virtual e insultos contra os desenvolvedores, especialmente contra a escritora do jogo Amber Scott. As páginas do jogo no Steam, GOG e Metacritic foram bombardeadas com queixas de que a referência transgênero constituía "politicamente correto", "tokenismo LGBT", "bajulação de SJWs" e impulsionando uma agenda política. Em um post de abril de 2016, a Beamdog anunciou que iria expandir a história de Mizhena, dizendo em parte: "Em retrospecto, teria sido melhor servido se tivéssemos introduzido um personagem transgênero com mais desenvolvimento". Paul Tumburro, da CraveOnline, chamou isso de "sem coragem e desapontador", afirmando que o fundador da Beamdog, Trent Oster, se recusou a reconhecer as críticas transfóbicas dirigidas ao jogo.
Em The Legend of Zelda: Ocarina of Time, os desenvolvedores introduziram uma personagem com gênero não obviamente definido chamado Sheik. Eventualmente, Sheik é revelada como Princesa Zelda disfarçada. Sheik nunca se identifica com qualquer pronome no jogo; no entanto, um personagem no jogo refere-se a Sheik com pronomes masculinos. A presença de Sheik e a ambigüidade de gênero em The Legend of Zelda: Ocarina of Time criaram o “Debate de Gênero de Sheik”. Dois lados foram tomados neste debate - um que acreditava que Sheik estava simplesmente se transvestindo. O outro lado acreditava que Sheik era a Princesa Zelda assumindo uma identidade de gênero masculina usando algum tipo de mágica. Em 2014, a Polygon pediu à Nintendo um comentário sobre o "Debate de Gênero de Sheik". Bill Trinen fez uma declaração oficial dizendo “A resposta definitiva é que Sheik é uma mulher - simplesmente Zelda em uma roupa diferente.”
No jogo da Nintendo de 2016, The Legend of Zelda: Breath of the Wild, Link não pode entrar em Gerudo Town a menos que ele se vista como uma mulher. O jogador deve encontrar um personagem chamado Vilia para comprar roupas femininas para Link. Vilia parece exteriormente feminina, mas ao falar com ela, os barulhos produzidos pela sua fala são profundos. Durante uma sequência de diálogo entre Link e Vilia, a máscara de Vilia sopra ao vento para revelar - para a surpresa de Link - o que parecem ser pêlos faciais.

### Personagens gays em jogos de aventura
No jogo de 1995 The Beast Within: A Gabriel Knight Mystery, uma aventura interativa point and click, o personagem principal encontra mais de um personagem homossexual (entre eles o seu "antagonista"), alguns dos quais expressam sentimentos românticos. Uma sub-história semi-histórica sobre os sentimentos românticos de Ludwig II também é uma parte importante do enredo.
Maniac Mansion: Day of the Tentacle contou com um concurso de beleza futurista que apresentou seres humanos vestidos estranhamente. Uma pessoa com quem o jogador pode interagir é Harold, que está vestido como uma mulher, mas é referido como um homem por outros personagens, bem como referindo-se a si mesmo como um. Harold tem um sotaque francês muito exagerado e é efeminado - ele pode ser lido como gay, embora transformismo não tenha necessariamente uma conexão com sexualidade ou gênero. O sprite do personagem é baseado em George Washington, que também aparece no jogo.

### Personagens gays em jogos de luta
Personagens masculinos gays em jogos de luta podem desafiar a percepção da homossexualidade e masculinidade. No entanto, insinuações sobre a orientação sexual de um personagem em particular em um jogo de luta muitas vezes tomam a forma de feminilidade estereotipada em um personagem que seria forte e masculino.
Em 1994, a Sega of America fez várias mudanças no jogo de luta Streets of Rage 3 comparado ao original japonês Bare Knuckle 3. Entre as mudanças estava a remoção do chefe Ash (com um personagem hetero chamado Shiva substituindo-o) que parecia ser gay devido às suas roupas. Ash foi removido da edição ocidental do jogo, mas permaneceu um personagem jogável com a ajuda do Game Genie. Assim, a Sega involuntariamente se tornou a primeira grande empresa de videogames no ocidente a dar ao jogador a opção de escolher um personagem gay.  
O personagem de Street Fighter Zangief tem sido há muito considerado homossexual, já que grandes homens peludos são, na verdade uma imagem estereotipada comum de homossexuais masculinos no Japão, embora este fato seja disputado em Capcom Fighting Evolution, onde ele foi visto sonhando com mulheres em seu final, embora este jogo seja não-canônico. Outro personagem de Street Fighter, Eagle, que aparece no Street Fighter original, bem como no Capcom vs. SNK 2, foi confirmado como gay, sendo uma homenagem ao cantor do Queen Freddie Mercury , a quem o modelo de Eagle é baseado, embora várias das citações de Eagle mostrando claramente sua orientação tenham sido censuradas na versão norte-americana do jogo. Em Super Street Fighter IV, a lutadora Juri Han dar a entender que possa ser lésbica, o que fica especialmente evidente nas cenas de rivais com Chun-Li e Cammy, onde Juri parece flertar com elas antes de tentar matá-las. Quando o perfil oficial de Juri Han foi lançado, este mencionou que ela adora seios grandes. No entanto, Juri também é conhecida por flertar com personagens masculinos indiscriminadamente durante o combate, o que poderia pelo menos indicar certa bissexualidade. No encerramento de Cammy em Street Fighter V, ela tem sentimentos implícitos pela personagem Juni.
Na série Guilty Gear, o personagem Venom está claramente apaixonado por seu falecido líder, Zato-1, embora seus sentimentos não pareçam ter sido recíprocos.
Lilith Aensland e Morrigan Aensland, Súcubos na série Darkstalkers da Capcom, foram retratadas como bissexuais, enquanto Q-Bee sugeriu o mesmo através de seus diálogos.
Um jogo obscuro Groove on Fight é atualmente o único jogo de luta conhecido com um casal abertamente gay, os personagens levemente estereotipados Rudolph Gartheimer e Damian Shade.
O personagem Rasputin da série World Heroes é implicitamente homossexual. Uma de suas poses de vitória faz com que ele tente segurar suas vestes enquanto o vento sopra embaixo, lembrando a famosa pose de Marilyn Monroe. Ele possui um movimento especial em World Heroes Perfect chamado "The Secret Garden", no qual ele puxa personagens para dentro de arbustos e presumivelmente os agarra enquanto os corações flutuam em direção ao céu, este movimento só funciona em personagens masculinos.
Na série Blazblue, a personagem Amane Nishiki é um homem que usa trajes japoneses afeminados, com um estilo de luta que é ao mesmo tempo gracioso e se assemelha a uma dança. Ele tem uma aparente atração por um personagem veterano, Carl Clover, e deseja que ele se junte à trupe de dança que está montando. Outra personagem Makoto Nanaya é abertamente bissexual e beija a personagem feminina Mai Natsume sem pensar duas vezes.
Na série Mortal Kombat, Kung Jin é um personagem homossexual. O modo de história de Mortal Kombat X apresenta uma conversa entre Jin e Raiden que implica a sexualidade de Jin.  A homossexualidade de Jin foi confirmada pelo diretor cinematográfico da NetherRealm Studios, Dominic Cianciolo. O mesmo jogo também implica que Mileena e Tanya estão em um relacionamento, ou pelo menos mostram uma óbvia atração entre si.
Em Fighting EX Layer, a personagem Sharon foi revelada ser lésbica. Fazendo dela uma das primeiras personagens abertamente lésbicas em um jogo de luta.

### Personagens gays em jogos de ação
Em 1996, Night Slave foi um RPG de ação lançado para o PC-98 que teve cenas cortadas que ocasionalmente contêm conteúdo adulto lésbico.
m 2001, Metal Gear Solid 2: Sons of Liberty contou com um personagem bissexual, Vamp. Solid Snake revela a bissexualidade de Vamp em uma conversa na qual ele explica que ele era amante de Scott Dolph, um comandante bissexual da marinha. O jogo, entretanto, não se detém neste ponto e o aceita como parte do personagem.
A prequela de 2004, Metal Gear Solid 3: Snake Eater, apresentou bissexualidade masculina (Volgin e Major Raikov), bem como outros tópicos sexuais raramente tocados em entretenimento popular, como sadismo sexual (Volgin) e poliamor.
Talvez um dos usos mais flagrantes de imagens gays ou homoeróticas de maneira cômica seja a série Cho Aniki, um grupo incomum de jogos que usa esses temas de uma forma exagerada que os jogadores consideram como uma paródia. A série é mais conhecida por suas implicações homoeróticas, humor maluco e imagens vívidas e surreais. No Japão, eles são considerados como exemplos do gênero kuso-ge ou "jogo de merda", que são apreciados por seu kitsch.
O jogo para PlayStation 3 The Last of Us (2013) foi elogiado por seus personagens gays, incluindo a protagonista adolescente Ellie. A GLAAD, organização americana que promove a imagem das pessoas LGBT na mídia, nomeou o personagem de apoio Bill como um dos "mais intrigantes personagens LGBT de 2013".

## Relacionamentos entre pessoas do mesmo sexo
Relacionamentos entre pessoas do mesmo sexo como uma opção disponível para os jogadores nos videogames foram retratados pela primeira vez no gênero de RPG.
O jogo original para Gameboy intitulado "Great Greed" nos EUA e "Bitamīna Oukoku Monogatari" no Japão, lançado em setembro de 1992, mostrava a possibilidade do casamento do seu protagonista masculino com uma variedade de personagens no final do jogo que incluía qualquer uma das filhas dos reis (exceto a que tinha onze anos de idade), o velho mago da corte, a rainha e até o próprio rei. Embora possivelmente não seja a primeira aparição de relações entre pessoas do mesmo sexo nos videogames, é muito mais cedo do que o segundo colocado Fallout 2.
Fallout 2 (1998) foi o segundo jogo a permitir que os jogadores se casassem com um personagem do mesmo sexo, e Persona 2: Innocent Sin (1999) permitiu que os jogadores se envolvessem em um relacionamento do mesmo sexo. Fable (2004) permitiu o casamento entre pessoas do mesmo sexo entre uma ampla gama de atividades domésticas.  No simulador de vida The Sims (2000), a orientação sexual dos personagens foi definida dependendo das ações do jogador. No entanto, casais do mesmo sexo foram descritos como "companheiros de quarto", e eles não podiam se casar. O casamento entre pessoas do mesmo sexo foi disponibilizado na sequência de 2009, Sims 2.
Os RPGs da BioWare , incluindo Baldur's Gate ' (desde 1998), Mass Effect (desde 2007) e Dragon Age (desde 2009) são especialmente notados por sua inclusão de personagens LGBT e opções de romance entre pessoas do mesmo sexo.  A série Elder Scrolls disponibilizou relações do mesmo sexo em Skyrim (2011).  Entre as séries de RPGs japonesas, Final Fantasy permitiu relacionamentos entre pessoas do mesmo sexo com um patch para Final Fantasy XIV: A Realm Reborn em 2014, e Fire Emblem é para fazer isso com Fire Emblem Fates (2016).
O lançamento de The Temple of Elemental Evil, um jogo de RPG desenvolvido pela Troika Games, criou polêmica em 2003 devido à opção de um personagem masculino entrar em um casamento entre pessoas do mesmo sexo. Na cidade de Nulb, um pirata chamado Bertram começa a flertar com personagens masculinos na festa e oferece uma vida de amor e felicidade em troca de sua liberdade. Esta relação foi notada como outro exemplo de videogames "testando os limites" pelo The Guardian. Desenvolvedores de jogos e editores geralmente não se opuseram à inclusão de uma opção de histórias homossexuais. A crítica ao relacionamento veio principalmente dos jogadores que achavam que os personagens gays não deveriam ser incluídos nos videogames. O observador da indústria Matthew D. Barton comentou a ironia dos chamados "nerds gamers", sujeitos a estereótipos, estereotipando gays em sua oposição. O produtor Tom Decker defendeu o movimento, dizendo em entrevista ao RPG Vault: "Eu particularmente senti fortemente que desde que tivemos vários casamentos heterossexuais disponíveis em Hommlet, devemos incluir pelo menos um encontro homossexual no jogo e não torná-lo estereotipado, exagerada, mas a par com as outras relações disponíveis no jogo". Bertram foi eleito o sexto lugar no Top 20 de personagens de videogames mais gays do site GayGamer.net.
Undertale (2015), que venceu o prêmio de melhor jogo de PC da IGN de 2015, apresenta um personagem principal jogável de gênero neutro, Frisk. Durante o jogo, dependendo da rota do jogador, pode-se encontrar uma simulação de namoro em que o sexo de ambas as partes não é claro e uma grande parte da trama é o desenvolvimento de uma relação lésbica entre Undyne e Alphys.

## Temas LGBT por empresa ou mercado

### Políticas de empresas

#### Nintendo
Para se lançar um jogo legalmente para um sistema de videogame da Nintendo, o desenvolvedor deve primeiro obter permissão da Nintendo, que se reserva o direito de visualizar os jogos e exigir mudanças antes de permitir seu lançamento. Desta forma, a Nintendo exerce o controle de qualidade e pode evitar qualquer conteúdo que considere questionável ou ofensivo de ser lançado em seus sistemas. Antes da introdução do Entertainment Software Rating Board em 1994, um jogo vendido para um sistema de videogame da Nintendo não podia exibir nem fazer referência a drogas ilícitas, tabaco e álcool, violência contra mulheres, sangue e violência gráfica, palavrões, nudez, símbolos religiosos, defesa política ou "conteúdo sexualmente sugestivo ou explícito".
Em 1988, uma criatura no Super Mario Bros. 2 da Nintendo, o miniboss chamado Birdo, foi descrita no manual de instruções original como se achasse uma garota e quisesse ser chamada de "Birdetta". Este fato foi censurado pela Nintendo of America em futuras aparições do personagem. Em 1992, a Enix recebeu ordens para remover um bar gay de Dragon Warrior III, entre outras mudanças de conteúdo, antes que o jogo pudesse ser vendido para um sistema da Nintendo. A versão de Ultima VII para o Super Nintendo Entertainment System (SNES) também teve que ser substancialmente alterada de sua edição original para remover conteúdo potencialmente censurável, incluindo rituais de assassinato e a opção de se ter um "companheiro de cama" masculino ou feminino se o jogador pagou uma taxa na ilha controlada por bucaneiros.
No final da década de 1990, a Nintendo havia abandonado em grande parte essas políticas de censura, pois sentiam que a inclusão das classificações do ESRB na embalagem comunicaria adequadamente aos consumidores se o conteúdo potencialmente censurável poderia ser encontrado no jogo. Em 2000, o desenvolvedor de videogames britânicos Rare lançou Banjo-Tooie para o Nintendo 64, contendo um sapo bartender gay chamado "Jolly Roger". O sapo queria que Banjo e Kazooie resgatassem seu colega de trabalho, Merry Maggie, um anfíbio travesti que parecia ser amante de Jolly Roger. Jolly Roger voltaria como um personagem jogável no jogo de Game Boy Advance Banjo-Pilot (2005). A Rare também lançou Conker's Bad Fur Day (2001) para o Nintendo 64, apresentando um esquilo alcoólatra chamado Conker e suas aventuras em um mundo onde todos os personagens são criaturas desbocadas que fazem várias piadas sujas em referência à ressacas, homossexualidade e sexo oral. A Enix Corporation relançou Dragon Warrior III para a Game Boy Color e foi autorizada a manter todo o conteúdo original, desde que o jogo recebesse uma classificação Teen da ESRB.
Embora não exista mais nenhuma política contra a exibição de tal conteúdo, a Nintendo tem sido criticada por omitir a opção de romance homossexual e expressão LGBT em suas franquias (bem como jogos de terceiros lançados nos consoles da Nintendo) em várias ocasiões, com a controvérsia mais notável e vocal ocorrendo no videogame Tomodachi Life. O casamento desempenha um grande papel no jogo, que não inclui a opção de casamento entre pessoas do mesmo sexo.

#### Sega
Como a Nintendo, a Sega policiou o conteúdo dos jogos para os seus sistemas de videogame. Diferente da Nintendo, o sistema inicial de censura da Sega era mais liberal. Seu código de conteúdo permitia que os jogos tivessem sangue, mais violência gráfica, inimigos do sexo feminino e mais temas sexualmente sugestivos.
Embora a Sega permitisse temas e personagens LGBT em jogos vendidos para seus sistemas de console doméstico, esta frequentemente optava por atenuar ou apagar personagens LGBT ao trazer jogos asiáticos para os mercados americanos. Em Phantasy Star II, a homossexualidade de um músico foi editada para que o único reconhecimento de sua orientação sexual fosse a prática de cobrar menos dinheiro de todos os personagens masculinos por suas aulas de música.
Em 1992, quando Final Fight CD foi lançado para o Sega CD e Vendetta foi lançado para o Sega Genesis, inimigos transgêneros e homossexuais foram censurados.Streets of Rage 3 da Sega removeu um vilão gay que usava trajes da banda Village People e transformaram uma vilã transexual em um homem com cabelos longos.
Em 1993, a Sega desenvolveu o Videogame Rating Council para fornecer classificações baseadas em conteúdo para todos os jogos vendidos para um sistema Sega, reduzindo assim a necessidade da própria Sega manter um código de conteúdo para seus desenvolvedores.  Quando Rise of the Dragon foi desenvolvido pela Dynamix para o Sega CD, um dono de bar transexual foi retido da edição original do computador, assim como uma piada gay relacionada ao personagem jogável confundindo sua namorada com um homem de cabelo comprido. Como resultado, o jogo recebeu a classificação "MA-17" do conselho.

### Entertainment Software Rating Board (ESRB)
Em 1994, várias das maiores editoras de jogos formaram a Entertainment Software Association (ESA) que se tornou a associação comercial da indústria de videogames. Pouco depois da sua criação, o ESA estabeleceu o Entertainment Software Rating Board (ESRB) para designar independentemente classificações e descritores de conteúdo de jogos de acordo com uma variedade de fatores. A identificação da sexualidade se enquadra na descrição do conteúdo sexual permitida para jogos classificados como "Somente para adultos".
Após o estabelecimento da ESRB, os desenvolvedores de consoles relaxaram suas regulamentações internas em favor das avaliações da ESRB. Em 1994, a Sega dissolveu seu Videogame Rating Council após apenas um ano de existência.

### Jogos asiáticos
A maioria dos jogos feitos no Japão, Coréia e Taiwan são produzidos para o público local. Na cultura popular japonesa, os homens gays e bissexuais eram frequentemente considerados bishōnen, o que significa "garotos bonitos". Isso também estava ligado ao sucesso no Japão de histórias em quadrinhos e animações com personagens LGBT abertas e sutis. Um gênero seleto de jogos japoneses pornôs adultos chamado H-games inclui subgêneros masculinos gays e femininos gays. Esse material geralmente não chega ao ocidente em inglês, e as críticas ocidentais aos videogames masculinos gays tendem a ver a homossexualidade como um artifício para um jogo medíocre. No entanto, a homossexualidade, embora relativamente inócua entre as celebridades no Japão, ainda pode ser considerada uma excentricidade devido à estrutura social regimentada e conservadora do Japão. Apesar da falta de forte estigma social, a homossexualidade nos homens é comumente mal interpretada com transgenerismo e travestismo no Japão e a homossexualidade aberta é rara, devido à conformidade.

## Marketing para consumidores LGBT
A crença de que jovens, brancos, homens heterossexuais eram a força que impulsionava as vendas na indústria de videogames começou a ser desafiada com o sucesso estrondoso de The Sims. A desenvolvedora de videogames Maxis resistia ao objetivo de Will Wright de criar o título alegando que "garotas não jogam videogames". O título era visto como desagradável para jovens heterossexuais do sexo masculino. Na década de 1990, a indústria começou a ter um esforço para comercializar jogos para mulheres, criando títulos de software com personagens femininos fortes e independentes, como em Tomb Raider e Resident Evil. Algumas empresas de videogames estão agora expandindo ainda mais sua base de marketing para incluir o mercado  de jovens homossexuais afluentes, incluindo personagens LGBT e apoiando direitos LGBT. A BioWare incluiu cenas de sexo entre duas personagens femininas em Mass Effect, relações entre duas personagens femininas em Mass Effect 2 e relações entre pessoas do mesmo sexo para ambos os sexos em Mass Effect 3, permitindo também a interação sexual com qualquer gênero do seu grupo nem Dragon Age: Origins. Em Dragon Age II, isso foi levado ainda mais longe, permitindo-se que todos os membros do grupo fossem romanceáveis por ambos os sexos (com exceção de um companheiro em particular distribuído por DLC), em comparação à exigência do primeiro jogo de escolher entre dois ladinos bissexuais.
Mesmo jogos que são considerados como tendo apelo a grupos demográficos não-tradicionais continuam a censurar homossexualidade. Por exemplo, apesar do tremendo sucesso de The Sims, até mesmo a versão mais recente da franquia suprime a identidade homossexual.  Interações românticas autônomas existem apenas para personagens heterossexuais por padrão. Em The Sims 3, os jogadores devem iniciar manualmente múltiplas interações românticas entre pessoas do mesmo sexo antes que um personagem seja "convertido" à homossexualidade e comece a se envolver em tais interações de forma autônoma. A cidade será então marcada como gay-friendly, desbloqueando a autonomia para outros personagens.  Se um jogador não forçar pelo menos um personagem a participar de avanços do mesmo sexo várias vezes, a cidade do jogador não terá homossexualidade visível.

## Reconhecimento
A GLAAD anunciou que criou uma nova categoria para reconhecer videogames estreando em sua trigésima edição do GLAAD Media Awards em 2019, reconhecendo jogos com representações positivas de temas LGBT.

## Crítica
Críticos da supressão da identidade gay freqüentemente concluem que, de acordo com a normalização da homossexualidade na cultura mais ampla, ela também será normalizada nos videogames.
Uma pesquisa de 2006 que explora jogadores gays foi o primeiro estudo acadêmico de qualquer grupo de jogadores. Com cerca de 10.000 entrevistados, a pesquisa exibiu uma distribuição normal reversa da sexualidade dos jogadores, com a maioria das pessoas se identificando como completamente heterossexual ou homossexual.
Um artigo acadêmico de 2009 explorou a produção cultural da representação LGBT em videogames e descobriu que fatores que levariam a um aumento significativo no conteúdo LGBT incluem: a presença de produtores motivados na indústria (aqueles que são pessoal, politicamente ou comercialmente interessados em conteúdo LGBT), como o público para um texto ou mídia é construído (o que a reação pública tanto da comunidade LGBT quanto dos grupos conservadores serão, bem como represálias baseadas na indústria na forma de censura ou classificações), a estrutura da indústria e como ela é financiada, e como as identidades de homossexualidade, bissexualidade ou transgênero podem ser representadas no meio.